# Хелмесеу
Хелмесеу (рум. Hălmăsău) — село у повіті Бистриця-Несеуд в Румунії. Входить до складу комуни Спермезеу.
Село розташоване на відстані 357 км на північний захід від Бухареста, 35 км на північний захід від Бистриці, 75 км на північний схід від Клуж-Напоки.

## Населення
За даними перепису населення 2002 року у селі проживали 337 осіб, усі — румуни. Усі жителі села рідною мовою назвали румунську.